# متحف سينسيناتي للفنون
متحف سينسيناتي للفنون هو متحف فني يقع في مدينة سينسيناتي بولاية أوهايو الأمريكية، تأسس المتحف في عام 1881 ويضم أكثر من 67 ألف فني.